# Концентратор Нельсона
Концентратор Кнельсона — це тип пристрою гравітаційного збагачення, який переважно використовується в золотодобувній промисловості. Він використовується для вилучення дрібних частинок вільного золота, тобто золота, яке не вимагає ціанування золота для вилучення з гірничої маси.

## Принцип дії
Машини використовують принципи центрифуги для посилення гравітаційної сили, яку відчувають частинки гірничої маси, щоб здійснити розділення на основі густини частинок. Ключовими компонентами установки є конусоподібна чаша для «концентрату», що обертається на високій швидкості за допомогою електродвигуна та водяна сорочка під тиском, що охоплює чашу. Завантажувальний матеріал, як правило, з випуску кульового млина або гідроциклона, що випускається знизу, подається у вигляді суспензії до центру чаші зверху. Суспензія, що подається, контактує з опорною плитою ємності і, завдяки її обертанню, висувається назовні. На зовнішніх кінцях чаші для концентрату є ряд ребер, а між кожною парою ребер є канавка. Під час роботи легший матеріал тече вгору по канавках, і важкі мінеральні частинки (як правило, мають економічну цінність) потрапляють у пастку в них. Вода під тиском впорскується через низку тангенціальних вхідних отворів для води по периметру кожної канавки для підтримки псевдозрідженого шару частинок, у якому можуть ефективно концентруватися важкі мінеральні частинки. Концентратор Кнельсона, як правило, працює як періодичний процес, при цьому більш легкий пустий матеріал безперервно скидається через перелив, а важкий мінеральний концентрат періодично видаляється промиванням чаші водою.

## Історія
Перший концентратор Knelson був розроблений Байрон Нельсон (Byron Knelson) у 1980-х роках.
Байрон Нельсон виріс у Бледворті, провінція Саскачеван, де він набув досвіду як у технічній обслуговуванні, так і в розкопках у сімейному бізнесі, а в середині 1970-х років він опинився на розсипному золотодобувному підприємстві в Юконі. Провівши всього п’ять днів на заводі, спостерігаючи, як дрібні частинки золота регулярно стікають з кінців шлюзів, у Байрона виникла думка створити машину, яка могла б виконувати подібну роботу, але краще й ефективніше.  Використовуючи відцентровий концентратор із псевдозрідженим живленням, Байрон зміг досягти вищого рівня вилучення золота з меншими зусиллями та відходами, і в 1976 році він випробував перший прототип концентратора Knelson. 
Ця машина не тільки перевершила всіх своїх попередників у відновленні дорогоцінних металів, але й назавжди встановила стандарт концентрації золота, що витягується гравітацією (GRG). Запатентований процес впорскування води в поєднанні з відцентровою силою дозволив Knelson Concentrators видобувати золото, яке раніше вважалося занадто дрібним для гравітаційних пристроїв. Концентраційний конус у першому в історії концентраторі Нельсона Байрона обертався із силою 60 G, і з того часу численні дослідження довели, що для 90% застосування гравітаційного золота 60 G є майже оптимальним. 
У 1976 році Бенджамін Віргіл (Байрон) Кнелсон змінив вигляд галузі гравітаційного збагачення на те, яким її знають сьогодні професіонали гірничої справи. Цього року було випробувано перший концентратор Knelson Concentrator, і з тих пір компанія Knelson Concentrators, яка зараз належить FLSmidth, є піонером і лідером у технології гравітаційного концентрування.

## Промислове використання
Збагачувальні установки Knelson використовуються на ряді золотих копалень, якими керує AngloGold Ashanti, таких як Geita, Sunrise Dam і Serra Grande Gold Mine, а також на Barrick TGO Tomingley Gold Operation Bulyanhulu Gold Mine.

## Інтернет-ресурси
- Knelson website
- Gold Metallurgy website